# Lex Ripuaria
A Lei Ripuária (em latim: Lex Ripuaria) é uma coletânea do direito germânico datada do século 7, que compreendia a lei dos Francos ripuários. É uma influência bastante importante no Lex Saxonum de 802 D.C. a Lei Ripuária se originou em torno de 630 nos arredores da cidade de Köln e tem sido descrita como um desenvolvimento posterior das Leis Francas conhecidas como Leis Sálicas.
Os 33 manuscritos sobreviventes, bem como os que agora se perderam, que serviram de base para as edições mais velhas, não ultrapassam o tempo de Carlos Magno. Em todos os manuscritos, o texto é idêntico - em outras palavras, temos apenas um Lex emendata. Em análise, a lei dos Ripuários, que contém 89 capítulos, possui três divisões heterogêneas. Os capítulos 1-31 consistem em uma escala de composições; mas, embora as multas não sejam calculadas na unidade de 15 solidi, como na Lei sálica, e sim sobre a de 18 solidi, é perceptível que esta parte já estava fortemente influenciada influenciada pela Lei sálica. Os capítulos 32-64 são retirados diretamente da Lei sálica; as coisas seguem o mesmo arranjo; a unidade das composições é de 15 solidi ; mas os capitulares são interpolados em relação ao affranchissement e à venda de bens imobiliários. Os capítulos 65-89 consistem em previsões de vários tipos, algumas retiradas de capítulos perdidos e da Lei sálica, e outras de origem desconhecida.
A compilação aparentemente remonta do reinado de Dagoberto I (629-639), até um momento em que o poder dos Mordomos do palácio ainda era mínimo, já que lemos sobre um mordomo que foi ameaçado de pena de morte por aceitar subornos na no decorrer dos seus deveres judiciais. É provável, no entanto, que as duas primeiras partes sejam mais antigas que a terceira. Já na Lei Ripuária, as divergências da Leges Barbarorum são maiores do que na Lei sálica. Na Lei Ripuária, uma certa importância era dada a obras escritas; O clero era protegido por um grupo mais alto: 600 solidieram pagos para para um padre e 900 para um bispo; Por outro lado, mais espaço é dado aos cojuratores (testemunhas asseridas); e a aparição do duelo judicial é notada, o que não é mencionado na Lei sálica.